# Octave de Broglie-Revel
 (octobre 2024).
Si vous disposez d'ouvrages ou d'articles de référence ou si vous connaissez des sites web de qualité traitant du thème abordé ici, merci de compléter l'article en donnant les références utiles à sa vérifiabilité et en les liant à la section « Notes et références ».
Alphonse-Gabriel-Octave, prince de Broglie-Revel (11 novembre 1785, Paris - 31 août 1865, Saint-Georges-d'Aunay), est un général français.

## Biographie
Petit-fils du maréchal Victor-François de Broglie (1718-1804), il suit la carrière des armes, entre au service le 9 décembre 1798 dans l'Armée des émigrés et prend part aux deux dernières campagnes de l'émigration.
À la Restauration, rentré en France, il est nommé maréchal de camp par le roi Louis XVIII le 16 octobre 1816. Il est également fait à la même époque chevalier de l'ordre de Saint-Louis et officier de la Légion d'honneur (1825).
Il est nommé commandant à Bourbon-Vendée en 1821, à Lille en 1824, puis à Pampelune. Il est le commandant de l'école militaire militaire de Saint-Cyr de 1827 à 1830.
Il démissionne en 1830, après la Révolution de Juillet.

## Sources
- Jean-Baptiste-Pierre Jullien de Courcelles, Dictionnaire historique et biographique des généraux français: depuis le onzième siècle jusqu'en 1820, 1821
- Jean-Baptiste-Pierre Jullien de Courcelles, Histoire généalogique et héraldique des pairs de France, des grands dignitaires de la couronne, des principales familles nobles du royaume, et des maisons princières de l'Europe, 1826